# DR 137 347 … 396
Die Triebwagen 137 347 bis 366 und 137 377 bis 396 dienten dem Personenverkehr auf Nebenbahn-Strecken der Deutschen Reichsbahn. Es wurden 1939 und 1940 insgesamt 40 Fahrzeuge gebaut. Nach dem Zweiten Weltkrieg verblieben bei der Deutschen Bundesbahn 32 Triebwagen. Sie bekamen die Baureihenbezeichnung VT 60.5, ab 1968 660. Sie erhielten neue 330-PS-Motoren und wurden bis 1972, zuletzt in Rheine, eingesetzt. Bei der Deutschen Reichsbahn verblieben drei Fahrzeuge und die Tschechoslowakischen Staatsbahnen (ČSD) übernahmen fünf als M 150.0 in ihren Bestand.

## Geschichte
In den Jahren 1939 und 1940 beschaffte die Deutsche Reichsbahn 40 Triebwagen mit hydraulischer Kraftübertragung. Die vorher beschafften Serien von Triebwagen waren mit einer mechanischen Kraftübertragung ausgestattet und hatten eine Leistung von 129 kW und 155 kW. Auf Grund ihrer Höchstgeschwindigkeit von 80 km/h war auch ein Einsatz auf Hauptstrecken möglich.
Nach Beginn des Zweiten Weltkrieges wurden die Triebwagen abgestellt oder für die Wehrmacht eingesetzt. 137 350 wurde 1942 auf Schwelkoksbetrieb umgebaut. Der Schwelkoksgenerator befand sich auf dem zweiachsigen Generatorwagen 139 001. Im Juni 1946 erfolgte der Rückbau.
Nach 1945 waren vier Fahrzeuge (137 348, 349, 366, 387) bei der Deutschen Reichsbahn verblieben. Der 137 366 war noch 1970 zur Umzeichnung in 185 023-9 vorgesehen, wurde aber vorher ausgemustert. In der Tschechoslowakei verblieben die Triebwagen 137 388 bis 137 392. Die übrigen 31 Fahrzeuge kamen in den Bestand der Deutschen Bundesbahn. Einige (VT 60 504, 511, 513 und 514) wurden für die US-Militärverwaltung eingesetzt. 1947 erhielten die Triebwagen die Baureihenbezeichnung VT 60.5. Anfang der 1960er Jahre wurde ein 243-kW-Dieselmotor von MWM eingebaut. Bei einigen Fahrzeugen wurde die Aufteilung der Fahrgasträume geändert. Einige Fahrzeuge erhielten eine Indusi. 1969 erfolgte die Umzeichnung in die Baureihe 660.5. 1971 wurden 660 506 und 660 531 zu den Funkmesstriebwagen 723 002 und 723 003 umgebaut. Der 660 516 wurde am 1. August 1972 als letzter seiner Bauart ausgemustert.
Der Funkmesstriebwagen 723 003 wurde am 27. Mai 1979 ausgemustert und im März 1980 an die Hammer Eisenbahnfreunde verkauft. 1996 erwarb der Eisenbahnclub Aschersleben das Fahrzeug und ab 2003 war der „Förderverein zur Erhaltung der Dessau-Wörlitzer Eisenbahn“ Eigentümer. Seit August 2006 ist der Triebwagen im Bestand der Osnabrücker Dampflokfreunde.

## Einsatz in der Tschechoslowakei
Die in der Tschechoslowakei verbliebenen Fahrzeuge VT 137 388 bis 392 zeichneten die Tschechoslowakischen Staatsbahnen 1946 in M 150.001–005 um. Sie blieben dort bis 1952 im Einsatz und versahen in dieser Zeit Schnellzugdienste auf den Relationen Plzeň – Jihlava und Plzeň – Děčín. Nach Ausbau der Maschinenanlage wurden drei Fahrzeuge später als Beiwagen weiter genutzt.
Die Triebwagen M 150.004 und M 150.005 baute das Ausbesserungswerk in České Velenice in den Jahren 1954 und 1955 in elektrische Triebwagen um.(1500 Volt Gleichstrom) Sie kamen ab 1956 auf der Bahnstrecke Rybník–Lipno nad Vltavou als EM 411.001 und EM 411.002 zum Einsatz. 1973 wurden sie dort ausgemustert.

## Konstruktive Merkmale
Der Wagenkasten bestand aus einer geschweißten Stahlkonstruktion. Die abgerundeten Stirnenden besaßen Übergangsbrücken. Die Drehgestelle der Bauart Görlitz besaßen Wälzradsatzlager. Die Radsätze waren mit Blatt- und Schraubenfedern abgefedert, die Wiege mittels Blattfedern.
Die Fahrzeuge verfügten neben dem Führerstand mit Maschinenraum über einen Gepäckraum mit doppelflügeliger Drehtür sowie ein Abteil der 2. Klasse und ein Großraumabteil der 3. Klasse mit zwei Abteilen. Das Abteil der zweiten Klasse verfügte über sechs Sitzplätze. Das Großraumabteil besaß eine Platzanordnung von 2+3 und 43 Sitzplätze. Der Einstiegsraum war mit dem Traglastenabteil verbunden. Im Traglastenabteil waren zwei feste Sitzbänke sowie vier Klappsitze. Die Schiebetüren waren einflügelig. Die Heizung erfolgte durch eine Warmwasserheizung mit Ölheizkessel.
Der Dieselmotor befand sich im Triebdrehgestell und ragte teilweise in den Maschinenraum. Der 6-Zylinder-Viertakt-Reihenmotor wurde wassergekühlt. Die Kraftübertragung erfolgte mit einem Zweiwandler-Strömungsgetriebe T 25MW. Die Triebwagen besaßen eine Vielfachsteuerung mit fünf Fahrstufen. Die Fahrzeuge besaßen eine mehrlösige Klotzbremse sowie eine Spindelhandbremse.
Eingesetzt wurden die Einheiten mit den Steuerwagen 145 184–213, später DR 195.6.